# Hans Hollein
Hans Hollein (ur. 30 marca 1934 w Wiedniu, zm. 24 kwietnia 2014 tamże) – austriacki architekt. Tworzył i mieszkał w Wiedniu. W 1985 został laureatem prestiżowej nagrody Pritzkera.

## Życiorys
Ukończył technikum w Wiedniu w 1953. Absolwent Akademii Sztuk Pięknych w Wiedniu w klasie Clemensa Holzmeistera, dyplom uzyskał w 1956, oraz Illinois Institute Of Technology w Chicago ukończonego w 1959, a także Uniwersytetu Kalifornijskiego w Berkeley w 1960. Pracował w pracowniach architektonicznych w Szwecji i Stanach Zjednoczonych, następnie powrócił do Wiednia, gdzie w 1964 założył własne biuro architektoniczne.
W latach 1963–1964 i 1966 był profesorem – gościem na Uniwersytecie Waszyngtona w St. Louis, 1967–1976 profesorem w Akademii Sztuk Pięknych w Düsseldorfie, od 1976 do przejścia na emeryturę we wrześniu 2002 był profesorem na Uniwersytecie Sztuk Użytkowych w Wiedniu.
Hollein zyskał również uznanie jako projektant Grupy Memphis i Alessi, jak również przygotowywał aranżację wystroju wnętrza dla przedstawień np. na Biennale w Wenecji oraz produkcji dramatu Arthura Schnitzlera Der einsame Weg w wiedeńskim Teatrze Miejskim (Burgtheater).
Co najmniej od otwarcia Muzeum Abteiberg w Mönchengladbach Hollein uważany jest za jednego z najważniejszych przedstawicieli postmodernizmu w Europie.
Inspirację do swoich dzieł czerpał m.in. z architektury pueblo Indian Ameryki Północnej oraz Rudolfa Schindlera.

## Odznaczenia i wyróżnienia

### Odznaczenia
- Wielka Złota Odznaka Honorowa Odznaki Honorowej za Zasługi dla Republiki Austrii (Austria, 2009)[3]
- Odznaka Honorowa za Naukę i Sztukę (Austria, 1990)[3]
- Złota Odznaka Honorowa Landu Wiedeń (Austria, 1994)[3]
- Złoty Krzyż Komandorski Odznaki Honorowej Landu Dolna Austria (Austria, 2004)[3]
- Krzyż Komandorski Orderu Zasługi Republiki Włoskiej (Włochy, 1996)[3]
- Wielki Krzyż Zasługi Orderu Zasługi Republiki Federalnej Niemiec (Niemcy, 1997)[3]
- Krzyż Oficerski Legii Honorowej (Francja, 2003)[3]

### Nagrody austriackie[3]
- Złoty Medal Fügera Akademii Sztuk Pięknych w Wiedniu (1954)
- Nagroda Państwowa Akademii Sztuk Pięknych w Wiedniu (1956)
- Nagroda Centralnego Związku Architektów i Architektek Austrii (ZV) Bauherrenpreis (1967, 1968, 1976, 1979, 1984, 1989, 1990, 2000)
- Austriacka Nagroda Państwowa w dziedzinie kształtowania środowiska (1968)
- Nagroda Miasta Wiedeń w dziedzinie architektury (1974)
- Wielka Austriacka Nagroda Państwowa (1983)
- Austriacka Nagroda Państwowa w dziedzinie konsultingu (1996)
- Złoty Rathausmann Miasta Wiedeń (2009)

### Nagrody zagraniczne[3]
- Reynolds Memorial Award (Oklahoma City, Stany Zjednoczone, 1966)
- Nagroda Rady Narodowej Biennale Brno (Brno, Czechosłowacja, 1968)
- Bard Award for Excellence in Architecture and Urban Design (Nowy Jork, Stany Zjednoczone, 1970)
- Rosenthal Studio Preis (Niemcy Zachodnie, 1973)
- Excellence of Design of Cooper-Hewitt Museum of Design von Industrial Design (Nowy Jork, Stany Zjednoczone, 1977)
- Deutscher Architekturpreis za Muzeum Abteiberg (Niemcy Zachodnie, 1983)
- Nagroda Pritzkera (San Marino, Stany Zjednoczone, 1985)
- The Elise and Walter A. Haas International Award (Berkeley, Stany Zjednoczone, 1988)
- Prix Rhnan/Prix Soprema za Muzeum Abteiberg (Strasbourg, Francja, 1989)
- The Chicago Architecture Award (Chicago, Stany Zjednoczone, 1990)
- Award for Excellence in Planning and Design Architectural Record za modernizację siedziby Banco Santander w Madrycie (Nowy Jork, Stany Zjednoczone, 1994)
- Grand Prix VII Biennale Architektury w Buenos Aires (Buenos Aires, Argentyna, 1998)
- Visitante Ilustro Colegio de Arquitectos del Peru (Lima, Peru, 2000)
- Arnold W. Brunner Memorial Prize in Architecture (Nowy Jork, Stany Zjednoczone, 2004)
- Premio internazionale Dedalo Minosse alla committenza di architettura (Vicenza, Włochy, 2004)
- Innovations- und Kreativitätspreis Austriacko-Hiszpańskiego Związku Przedsiębiorców (Austria/Hiszpania, 2004)

### Akademickie tytułu honorowe[3]
- Doktor honoris causa Uniwersytetu Palermo (Buenos Aires, Argentyna, 2000)
- Profesor honoris causa Uniwersytetu Peruana de Ciencias Aplicadas (Lima, Peru, 2000)

## Wybrane dzieła
| Rok ukończenia | Obiekt                                                  | Obiekt | Lokalizacja                 | Komentarz                                                    |       |
| -------------- | ------------------------------------------------------- | ------ | --------------------------- | ------------------------------------------------------------ | ----- |
| 1966           | sklep Kerzenladen Retti                                 |        | Austria, Wiedeń             |                                                              | [ 4 ] |
| 1967           | sklep Boutique Christa Metek                            |        | Austria, Wiedeń             |                                                              | [ 4 ] |
| 1978           | ekspozycja w Irańskim Muzeum Szkła i Ceramiki           |        | Iran, Teheran               | na zamówienie biura specjalnego Szacha Iranu                 | [ 4 ] |
| 1982           | Muzeum Abteiberg                                        |        | Niemcy, Mönchengladbach     |                                                              | [ 4 ] |
| 1985           | budynek mieszkalny przy Rauchstrasse 8                  |        | Niemcy, Berlin              | wybudowany w ramach wystawy Internationale Bauausstellung 87 | [ 4 ] |
| 1990           | Haas-Haus                                               |        | Austria, Wiedeń             | przebudowany w 2002                                          | [ 4 ] |
| 1991           | Muzeum Sztuki Nowoczesnej MMK                           |        | Niemcy, Frankfurt nad Menem |                                                              | [ 4 ] |
| 2001           | budynek ambasady Austrii w Republice Federalnej Niemiec |        | Niemcy, Berlin              |                                                              | [ 4 ] |
| 2002           | siedziba Centrum Bank                                   |        | Liechtenstein, Vaduz        | we współpracy z pracownią Bargetze+Partner                   | [ 4 ] |
| 2002           | park tematyczny Vulcania                                |        | Francja, Saint-Ours         |                                                              | [ 4 ] |
| 2002           | Muzeum Dolnej Austrii                                   |        | Austria, St. Pölten         |                                                              | [ 4 ] |
| 2003           | Albertina, rozbudowa                                    |        | Austria, Wiedeń             |                                                              | [ 4 ] |
| 2004           | biurowiec Saturn Tower                                  |        | Austria, Wiedeń             |                                                              | [ 4 ] |